# Lenguas aru
Las lenguas aru son un grupo de una docena lenguas austronesias habladas en las islas Aru en Indonesia. Ninguno está hablado por más de diez mil personas. A pesar de hallarse geográficamente cercanas a las lenguas del grupo de Molucas Centrales, no pertenecen a dicho grupo en lo lingüístico (Ross 1995).
Las lenguas son: barakai, batuley, dobel, karey, koba, kola, kompane, lola, lorang, manombai, mariri, Tarangan oriental, tarangan occidental y ujir